# Tom Chaplin

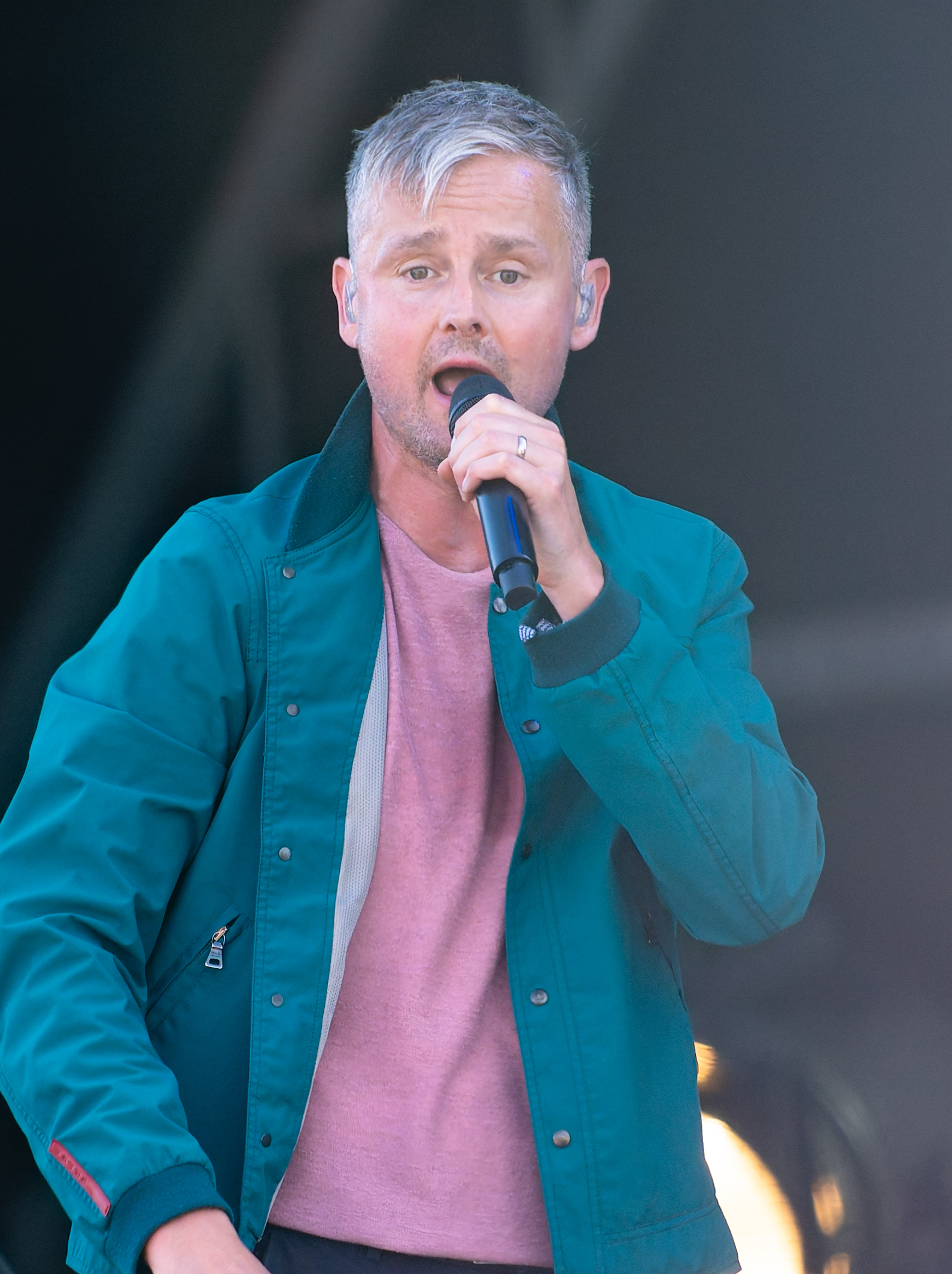
Tom Chaplin (2024)

Thomas Oliver „Tom“ Chaplin (* 8. März 1979 in Hastings, East Sussex) ist ein britischer Sänger, Musiker und Komponist, der insbesondere als Frontsänger der Indie-Band Keane, aber auch als Solokünstler Bekanntheit erlangte.

## Leben und Karriere
Tom Chaplin wurde im englischen Hastings in der Grafschaft East Sussex, als Sohn von Sally und David Chaplin geboren, mit nur einem Monat Versatz zu dem Bruder des späteren Bandmitgliedes von Keane Tim Rice-Oxley, der ebenfalls Tom heißt. Nachdem ihre Mütter Freunde geworden waren, begann sich auch eine Freundschaft zwischen Chaplin und den beiden Brüdern zu entwickeln, die bis heute Bestand hat.
Chaplin ist seit Juni 2011 mit Natalie Dive verheiratet. Zusammen haben sie zwei Kinder; eine Tochter (* 2014) und einen Sohn (* 2020). Die Familie lebt gemeinsam in Wittersham, Kent.
Chaplin ist zudem ein leidenschaftlicher Golfer und ein Unterstützer des Ipswich Town F.C. sowie des englischen Cricketteams.
In Bezug auf Religion identifiziert sich Chaplin als Agnostiker.
Im Januar 2022 nahm Chaplin als Poodle an der dritten Staffel des britischen Ablegers von The Masked Singer teil, in der er den achten Platz erreichte.

## Diskografie

### Als Solokünstler
- The Wave (2016)
- Twelve Tales of Christmas (2017)
- Midpoint (2022)

## Touren
- Carried By The Wave Tour (2017)
- Twelve Tales Of Christmas Tour (2017)